# Alfortville
Alfortville és un municipi francès, situat al departament de Val-de-Marne i a la regió de l'Illa de França. L'any 1999 tenia 36.232 habitants.
Forma part del cantó d'Alfortville i del districte de Créteil. I des del 2016, de la divisió Grand Paris Sud Est Avenir de la Metròpoli del Gran París.

## Geografia
La ciutat és vorejada a l'oest pel Sena, al nord pel Marne, a l'est per la via fèrria París-Lió, i al sud per l'autopista A86.
Les ciutats limítrofes són Vitry-sur-Seine, Ivry-sur-Seine, Charenton-le-Pont, Maisons-Alfort, Créteil i Choisy-le-Roi.

## Història
El municipi va ser creat l'1 d'abril de 1885 separant-se de Maisons-Alfort. La línia de ferrocarril París-Lió marcava la frontera entre els dos nous municipis.

## Llocs d'interès
- L'església de Notre-Dame conté dos grans orgues construïts per Aristide Cavaillé-Coll.
- El complex turístic Chinagora, construït el 1992 a la confluència del Sena i del Marne. S'hi troba un hotel, restaurants i una galeria comercial.